# Alex Kemp
Alex Kemp (* im 20. Jahrhundert) ist ein US-amerikanischer Schiedsrichter im American Football, der seit dem Jahr 2014 in der NFL tätig ist. Er trägt die Uniform mit der Nummer 55.

## Karriere

### College Football
Vor dem Einstieg in die NFL arbeitete er als Schiedsrichter im College Football in der Big Ten Conference.

### National Football League
Kemp begann im Jahr 2014 seine NFL-Laufbahn als Field Judge beim Spiel der Philadelphia Eagles gegen die Jacksonville Jaguars. Nachdem Schiedsrichter Jeff Triplette seinen Rücktritt bekannt gegeben hatte, wurde er zur NFL-Saison 2018 zum Hauptschiedsrichter ernannt. Sein erstes Spiel – die Tampa Bay Buccaneers gegen die Philadelphia Eagles – leitete er am 16. September 2018.

## Privates
Alex Kemp ist der Sohn des ehemaligen NFL-Schiedsrichters Stan Kemp.